# Monteriano - Dove gli angeli non osano metter piede
Monteriano - Dove gli angeli non osano metter piede (Where Angels Fear to Tread) è un film del 1991 diretto da Charles Sturridge, uscito in Italia nel 1993.
Il film è basato sull'omonimo romanzo di E. M. Forster.

## Trama
Lilia Herriton, 33 anni, vedova con una bimba di nove anni, decide di fare una vacanza a Monteriano in Toscana insieme all'amica Caroline Abbott, mentre i suoi parenti provano ad ostacolare il viaggio. Lei sposa Gino Carella più giovane di lei e di modeste condizioni economiche, creando scandalo nella ricca famiglia di lei. Quasi subito dopo il matrimonio lui si rivela di idee antiquate impedendo alla moglie una vita sociale anche se ne è sinceramente innamorato. Lei rimane incinta ma muore dando alla luce un figlio. L'amica che l'aveva accompagnata nel viaggio, Caroline, è disposta ad occuparsi del bambino come fosse suo ma il fratello di Lilia, Philip, insieme alla cognata zitella, giunti appositamente dall'Inghilterra, vogliono portarlo via sottraendolo al padre. L'uomo si trova al centro dello scontro: lui sarebbe per assecondare Caroline ma la cognata non sente ragioni. La cognata decide di rapirlo e di ripartire per l'Inghilterra: durante il viaggio in carrozza verso Monteriano, da dove sarebbero partiti in treno, si scatena un violento temporale, la carrozza esce di strada e finisce in una scarpata. Il bimbo muore.

## Produzione
Il film è quasi interamente girato a San Gimignano che nel film diventa Monteriano. Alcune scene di interni sono girate nella Villa Spannocchi, in particolare nella scala interna realizzata nel 1842 da Agostino Fantastici.